# ميرنا ربابي
ميرنا ربابي هي شاعرة لبنانية من مواليد زحلة 1964، إضافة إلى كونها عضوة وأمينة صندوق في المنتدى الثقافي والفني منذ سنة 2011. ومن مؤلفاتها تأتي كل من خوابي الحب ديوان شعر من مطبوعات 2009 والبستانيّ ديوان شعر من مطبوعات 2009.